# Réda Rabeï
Réda Rabeï (Roubaix, 12 luglio 1994) è un calciatore francese, centrocampista del Pays de Cassel.

## Carriera
Il 7 gennaio 2021 viene acquistato a titolo definitivo dalla squadra bulgara del Botev Plovdiv.

## Statistiche

### Presenze e reti nei club
Statistiche aggiornate al 21 luglio 2022.
| Stagione             | Squadra              | Campionato           | Campionato | Campionato | Coppe nazionali | Coppe nazionali | Coppe nazionali | Coppe continentali | Coppe continentali | Coppe continentali | Altre coppe | Altre coppe | Altre coppe | Totale | Totale |
| Stagione             | Squadra              | Comp                 | Pres       | Reti       | Comp            | Pres            | Reti            | Comp               | Pres               | Reti               | Comp        | Pres        | Reti        | Pres   | Reti   |
| -------------------- | -------------------- | -------------------- | ---------- | ---------- | --------------- | --------------- | --------------- | ------------------ | ------------------ | ------------------ | ----------- | ----------- | ----------- | ------ | ------ |
| mar.-giu. 2016       | Wasquehal            | CFA                  | 10         | 8          | CF              | -               | -               |                    | -                  | -                  |             | -           | -           | 10     | 8      |
| 2016-2017            | Amiens 2             | CFA2                 | 17         | 2          |                 | -               | -               |                    | -                  | -                  |             | -           | -           | 17     | 2      |
| 2016-2017            | Amiens               | L2                   | 1          | 0          | CF+CdL          | 0               | 0               |                    | -                  | -                  |             | -           | -           | 1      | 0      |
| lug.-dic. 2017       | Lyon-La Duchère      | N                    | 4          | 0          | CF              | -               | -               |                    | -                  | -                  |             | -           | -           | 4      | 0      |
| gen.-giu. 2018       | Juventus Bucarest    | L1                   | 3+4        | 0          | CR              | -               | -               |                    | -                  | -                  |             | -           | -           | 7      | 0      |
| set.-ott. 2018       | Amiens 2             | N3                   | 3          | 0          |                 | -               | -               |                    | -                  | -                  |             | -           | -           | 3      | 0      |
| nov. 2018-2019       | Avranches            | N                    | 17         | 4          | CF              | 2               | 1               |                    | -                  | -                  |             | -           | -           | 19     | 6      |
| 2019-2020            | Fremad Amager        | 1D                   | 26         | 8          | CD              | 3               | 0               |                    | -                  | -                  |             | -           | -           | 29     | 8      |
| 2020-gen. 2021       | Fremad Amager        | 1D                   | 11         | 1          | CD              | 3               | 0               |                    | -                  | -                  |             | -           | -           | 14     | 1      |
| Totale Fremad Amager | Totale Fremad Amager | Totale Fremad Amager | 37         | 9          |                 | 6               | 0               |                    | -                  | -                  |             | -           | -           | 43     | 9      |
| gen.-giu. 2021       | Botev Plovdiv        | 1L                   | 9+6        | 0+1        | CB              | 1               | 0               |                    | -                  | -                  |             | -           | -           | 16     | 1      |
| 2021-2022            | Botev Plovdiv        | 1L                   | 24+5       | 2+0        | CB              | 1               | 0               |                    | -                  | -                  |             | -           | -           | 30     | 2      |
| 2022-2023            | Botev Plovdiv        | 1L                   | 0          | 0          | CB              | 0               | 0               | UECL               | 1                  | 0                  |             | -           | -           | 1      | 0      |
| Totale Botev Plovdiv | Totale Botev Plovdiv | Totale Botev Plovdiv | 44         | 3          |                 | 2               | 0               |                    | 1                  | 0                  |             | -           | -           | 47     | 3      |
| Totale carriera      | Totale carriera      | Totale carriera      | 140        | 26         |                 | 10              | 1               |                    | 1                  | 0                  |             | -           | -           | 151    | 27     |